# Bureau-gare
Un bureau-gare était, dans l'organisation des Postes, télégraphes et téléphones (PTT) en France, un établissement postal situé au sein de l'emprise d'une gare ferroviaire. À Paris, dans chaque gare tête de réseau de chemin de fer un bureau gare postal était implanté, lieu géographique d'où partaient les divers services ambulants rattachés à une Ligne de la Direction des services ambulants (DSA). Les bureaux-gares parisiens relevaient de la compétence de cette direction administrative. Dans l'organisation actuelle de la Poste, un bureau-gare est une survivance du passé et il n'a plus aucune fonction d'échange par le réseau ferré. La plupart des bureaux-gares ont été fermés à partir de 1990.

## Aperçu historique

### Création
En 1854, le Conseil des Postes crée dans chaque gare principale des chemins de fer un bureau de poste dont la vocation unique est la réception des envois destinés ou en provenance des bureaux ambulants circulant sur la ligne desservant cette gare. Cette création officielle, près de 10 ans après celle des services ambulants postaux vise à résoudre un problème de gestion de l'espace pour effectuer toute la manutention postale. Cependant ce n'est qu'en 1857 que les Compagnies de chemin de fer, aux points extrêmes de chaque ligne et dans les gares intermédiaires désignées par la Poste, sont tenues d'attribuer un emplacement où l'Administration postale puisse bâtir un bureau, un hangar ou un entrepôt. C'est en ce lieu que se fait l'échange des envois entre le bureau ambulant et le maillage des bureaux de Poste qui recueille le courrier ou le distribue. La création des bureaux-gares ne dépend que de la capacité du service ambulant à absorber le trafic du département concerné.
En 1900, sont recensés 15 bureaux-gares (hors ceux de Paris) :
- Ligne du Nord : Creil, Douai, Lille
- Ligne de l'Est : Langres, Nancy
- Ligne de Lyon (PLM et Bourbonnais) : Dijon, Mâcon, Lyon-Perrache, Nevers, Moulins
- Ligne du Sud-Ouest : Tours, Vierzon, Poitiers
- Ligne de l'Ouest : Le Mans
- Ligne du Nord-Ouest : Rouen.

D'importances inégales, une dizaine d'autres sont ouverts jusqu'en 1913 : Amiens et Busigny (Ligne du Nord), Laon (Est), Marseille-Saint-Charles (Ligne de la Méditerranée), Saint-Germain-des-Fossés (Lyon), Orléans et Brive (Sud-Ouest), Toulouse et Bordeaux-Saint-Jean (Ligne des Pyrénées), Mantes (Ligne du Nord-Ouest). L'évolution ultérieure tend à un établissement de tri par département, cet établissement pouvant être un bureau-gare, une recette principale ou un centre de tri postal et en règle générale ce bureau se trouvait situé dans la ville principale de ce département. Mais les exceptions sont nombreuses et en ce domaine l'organisation des PTT n'avait pas la rigidité de l'organisation administrative du territoire. Ainsi, pour exemple, le bureau-gare traitant le courrier du département de l'Yonne était à Laroche-Migennes et non pas à Auxerre. Le rôle du « bureau-gare » ne se limite pas aux transbordements des dépêches postales et à leur entreposage. La Poste implante, progressivement, dans l'espace ferroviaire public que constitue la gare, des boîtes aux lettres dites « supplémentaires » où le voyageur peut déposer son courrier. Le relevage de ces boîtes, l'oblitératon des objets, la ventilation de ceux-ci posaient questions également. D'abord assuré par le personnel du wagon-poste, ce travail s'autonomise dans le bureau-gare ainsi créé.

### Évolution
En premier lieu plate-forme d'échanges des dépêches postales, centralisant tous les sacs de courrier sortant d'un département et réceptionnant la majeure partie de ce qui y entrait, les bureaux gares deviennent des centres de tri postal, préparant le tri des ambulants en pratiquant un tri en deux phases : par secteurs géographiques, puis en affinant celui-ci par un tri par départements et principales villes. Les personnels travaillent sur des rythmes de « brigades » soit en jour (brigades A ou B) soit en nuit (brigades C et D), selon la même périodicité que les ambulants. En matinée le tri était effectué pour certaines liaisons ferroviaires circulant le jour et pour permettre au courrier trié le matin d'être distribué l'après-midi tant que la Poste assura deux, voire trois distributions journalières. Mais le principal de l'activité se situait en soirée nécessitant une brigade dite « demi-nuit » ou 17-24, car travaillant grosso modo sur cette plage horaire pour renforcer les services de « jour » et ceux de « nuit ». Parmi les bureaux-gares les plus importants, il faut citer, Lyon-gare, qui assurait aussi certains envois vers l'étranger, tout comme Marseille-gare, celui-ci avec l'Afrique du Nord, Bordeaux gare, tête de ligne des ambulants des Pyrénées. La liste peut énumérer plus de 80 bureaux-gares, Paris compris, dont certains sont des monuments du patrimoine architectural, tel celui de Nancy-gare, ou encore celui de Paris tri-Montparnasse construit en 1965, pour les PTT par l'architecte Louis Arretche, et que le destin des restructurations de La Poste a fait vendre à la SNCF au début des années 1990. Cette entreprise y a installé depuis son siège social.
Les bureaux-gares de province eurent le même destin que ceux de Paris et celui des services ambulants. Le tri postal manuel ne pouvait répondre aux volumes de courrier à traiter. Un plan de mécanisation est élaboré par la Poste au début des années 1970. À terme l'automatisation du tri du courrier et l'utilisation de l'Aviation postale fait disparaître la nécessité du recours au chemin de fer sur l'ensemble du territoire français à l'exception de l'utilisation depuis 1982 de rames d'un TGV postal entre Paris, Mâcon, Lyon, Avignon et Marseille, pour un transport rapide du courrier entre les capitales régionales du Sud-est français et la capitale du pays. Quant aux centres de tri implantés dans les gares, certains d'entre eux deviennent des centres de traitement du courrier automatisés. Mais de multiples facteurs interviennent pour expliquer la fermeture de la plupart : l'obsolescence des locaux, le prix des locations, les difficultés de la circulation des camions dans les centres-villes où la plupart des gares se trouvaient, et pour finir, la concentration des moyens de tri automatique à un niveau géographique, supérieur à un seul département.

### Les plates-formes industrielles de traitement du courrier
Cette étape « industrielle » est encore en cours, dans un vaste plan pluri-annuel d'investissement, commencé avec succès bien avant… l'autonomie financière invoquée par les actuels responsables de la Poste pour changer le statut de l'entreprise publique en 2010. À ce sujet il est à remarquer que depuis la création de l'Administration des Postes-et-télégraphes, en 1879, les responsables de celle-ci, ont fréquemment initié des changements qui ont permis que cela fonctionne « comme une lettre à la poste ». En ce sens, la montée en charge aux débuts du XXe siècle du réseau ambulants/bureaux-gares/liaisons locales, mobilisé pour assurer en un laps de temps théorique tres strict (moins de 24 heures) la desserte des usagers d'un territoire vaste et d'une densité relativement faible, puis la maîtrise du réseau d'acheminement postal, utilisant d'énormes moyens en locaux, matériels et en hommes et femmes, tout cela ne peut-il pas être considéré déjà comme un démarche industrielle, sans en avoir eu le nom ? et quel que soit le statut juridique de l'entreprise. Les divers plans d'investissement dans la branche Courrier, depuis 1970 qui permettent par effet de massification des volumes la rentabilité des investissements en machines de tri de plus en plus performantes ont montré la faisabilité des évolutions de l'entreprise publique. En sera-t-il de même les prochaines années, telle devrait être une des interrogations majeures au seuil d'un nouveau changement ?

## Particularité parisienne

### De 1900 à 1980, l'âge d'or des bureaux-gares

#### Le tri du courrier «banlieue»
Les bureaux-gares implantés à Paris sont situés dans le même lieu que les services administratifs des Directions de « ligne » et partagent leur espace avec les divers services ambulants. En effet, ceux-ci trient « en gare » une partie du courrier, les trains auxquels sont rattachés les bureaux ambulants ne partant majoritairement qu'après 22 heures. De plus les services « sédentaires » des ambulants, en particulier ceux des agents pas encore nommés ou « embrigadés », travaillent soit à quai, avec leurs collègues, soit en salle de tri en renforçant les effectifs des bureaux-gares. À partir des années 1960, sont rattachés aux bureaux-gares des centres qui ne sont pas installés dans une ...gare. C'est ainsi que le centre de tri Paris-Brune, ouvert en 1962, fermé en 1986, ne travaillait qu'avec des liaisons routières, tout en ayant les mêmes rythmes de travail, et relevant de la Direction des services ambulants.
La fonction « tri » des bureaux-gares parisiens est repérable dès 1864 à Paris - gare de Lyon, puis en 1865 à « Paris-Sud-ouest », renommé « Paris - Gare d'Orléans » (plus tard gare d'Austerlitz). Dès avant 1900, les services de tri de la Recette principale de Paris, rue du Louvre, où le courrier « banlieue » était jusqu'alors trié, détachent des personnels dans les bureaux-gares pour décongestionner des locaux pourtant récents. 8 bureaux deviennent centralisateurs du trafic partant ou arrivant de la banlieue parisienne (département de la Seine) : 
- Paris-gare-du-Nord
- Paris-gare-de-l'Est
- Paris-Bastille
- Paris-gare-de-Lyon
- Paris-gare-d'Orléans
- Paris-gare-Montparnasse
- Paris-Luxembourg
- Paris-gare-Saint-Lazare

Versailles draine la Seine-et-Oise dans un premier temps, avant que le courrier de ce département soit scindé entre les bureaux-gares de Paris et divers bureaux de Seine-et-Oise servant de relais pour le tri.

#### Bureaux d'«échange» du courrier international
Au tri du courrier « banlieue », s'ajoute, à partir des années 1920, le tri du courrier en provenance ou à destination des pays étrangers. Ce sont des services à l'origine implantés à la Recette Principale de Paris, ou assurés par les services ambulants transfrontaliers, qui faute de place essaiment dans les bureaux-gares, en particulier celui situé à la gare de Lyon sous l'appellation de « PLM étranger » et « Paris Aviation Étranger ». Le travail de tri dans les bureaux-gares parisiens s'hypertrophie après 1950 à la mesure de l'expansion de la région parisienne. Paris-Brune est créé pour absorber le « tri des banlieues », puis se spécialise dans le tri des « cedex », courrier d'entreprise créé en 1966. Le tri Paris-Aviation est scindé en autant de bureaux-gares que de lignes d'ambulants travaillant le courrier « voies de surface » transfrontalier. Ainsi Paris - gare du Nord traite le courrier pour l'Angleterre, la Belgique, etc. Paris - gare de l'Est traite le courrier pour l'Allemagne, l'Est européen. Le courrier des pays situés hors de la zone européenne est réparti tant à l'exportation qu'importation entre les 6 bureaux-gares parisiens et des bureaux spécialisés créés dans les zones aéroportuaires, telle celle d'Orly après 1960, mais relevant de la Direction des services ambulants.
Celle-ci, désignée par ses initiales DSA, est en fait le maître d'œuvre, pour la France, de tout ce qui a trait à l'acheminement national et international du courrier et au tri des lettres. Au sein de la Poste, cette direction est un « État dans l'État ».
Mais jusqu'au début des années 1970, les processus de traitement sont globalement identiques à ceux des années 1910-1920, alors que les volumes du courrier nécessitent des évolutions techniques de tri impliquant la mécanisation. Dans ce but est créé le code postal à 5 chiffres permettant le développement initial de la lecture optique. Après un centre de tri expérimental (à Orléans - La Source) c'est dans le bureau gare de Paris-Montparnasse qu'est implantée à partir de 1974 la première génération de machines de tri automatique des lettres.

### La modernisation? Le contexte technique et social

#### La modernisation du tri
1974/1975 semble un moment clé dans l'évolution des bureaux-gares parisiens. Plusieurs facteurs interviennent.
1 - Le plan de mécanisation du courrier est inévitable, pour traiter les quelque 11 à 12 milliards d'objets déposés annuellement à la Poste. Des choix stratégiques s'imposent en raison de l'impact financier.
2 - Les établissements parisiens sont engorgés de travail et les processus de tri manuel imposent des moyens humains considérables. Les bureaux-gares sont des usines à tri : plus de mille postiers travaillent dans certains gros établissements, sans compter les services ambulants. Il en ainsi pour les centres du PLM (gare de Lyon), d'Austerlitz, de Montparnasse. Les centres des Gares Saint-Lazare, Nord et Est, dépassent chacun le demi-millier d'agents. Dépendant de la même direction Paris-Brune regroupe 800 postiers.
3 - La Poste dans son organisation est en retard sur l'évolution de la région parisienne. Faire trier à Paris le trafic destiné à la banlieue devenait un aberration. 
Après la phase expérimentale, un premier plan d'automatisation des centres de tri est lancé (1975-1980). Cette première phase, pour l'Île-de-France, se traduit par l'ouverture de CTA (Centre de Tri Automatisé) dans les 7 départements de la région : Évry CT, Issy-les-Moulineaux CT, Nanterre CT, Bobigny CT, Créteil CT, Pontoise CT, Trappes CT, Melun CT, Meaux CT. Parallèlement un centre de tri pour les paquets est créé à Pantin. Dans Paris inta-muros, le centre de tri de la gare Montparnasse reste le seul des bureaux-gares à utiliser des machines de tri.
Les bureaux-gares parisiens traitaient aussi le courrier parisien concurremment avec les services « Départs » des bureaux centraux d'arrondissements. La mécanisation de ce courrier était également nécessaire. Or la configuration des locaux, et l'emplacement des bâtiments dans des zones où la circulation routière était dense, faisaient arguments pour des solutions techniques nouvelles dans des bâtiments adaptés (climatisation par exemple). De plus le choix est fait par la Poste de créer des Ateliers de Tri mécanisé en s'appuyant sur les services des bureaux centraux d'Arrondissement plutôt que sur les remuants bureaux-gare.

#### Un enjeu social
Bien qu'elle n'ait pas été invoquée sous cette forme, la modernisation et l'éclatement du tri permettaient à l'administration de contourner et finalement éliminer le « kyste social » que constituait le personnel des bureaux-gares parisiens, où le syndicalisme était assez fortement enraciné.
1 - Lors du mouvement de grève généralisée de 1968, au niveau des PTT, c'est dans le chaudron des bureaux-gares parisiens que démarre la grève avec occupation des locaux. Le vendredi 17 mai, la grève est décidée au PLM, soit moins de 24 heures après la décision des ouvriers de Renault d'occuper les usines de Billancourt. Dès le soir, la grève s'étend à l'ensemble des bureaux-gares de Paris et aux services ambulants : Austerlitz, Orly tri, Saint-Lazare, Montparnasse, Est, Nord, Paris-Brune et Clignancourt. Le samedi, les bureaux-gares de province entrent dans le mouvement. Lyon-gare, Marseille-gare, Rouen-gare, etc. Le même jour d'autres services postaux ou des télécommunications (le BCR, bureau Central Radio) commencent grève et occupation durant la nuit du 17 au 18 mai. Le travail ne reprenait que le 6 juin.
2 - Le scénario fut presque identique en 1974. C'est du bureau-gare du PLM que démarre le 17 octobre 1974 la grève du siècle aux PTT. Entre le centre de tri et l'ensemble des services ambulants de la Ligne du Sud-Est, ce sont 2 500 postiers. La Direction des Services Ambulants (DSA) qui chapeaute tous les services ambulants de France et les bureaux-gares parisiens compte près de 14 000 postiers.

### Incertitudes et fermetures  1980-1995

#### État des lieux en 1982
Dépendant d'une Direction nationale la DSA (Direction des Services Ambulants), renommée DRANI (Direction des Réseaux d'Acheminement National et International) en 1986, le personnel des ambulants et des bureaux gares travaille, hors les wagons-postes en 1882, sur de nombreux sites. Certains établissements datent des années 1930. D'autres sont plus récents. Le centre Paris-Brune a été ouvert en 1962, le centre de Paris gare-Montparnasse est situé dans un ensemble architectural construit en 1966/1967. Près de la porte de la Chapelle, le centre de tri de Paris-Évangile est plus récent encore, comme le Centre de tri Paquet de Pantin. Au total 14 établissements de tri ou de ventilation des sacs. À la fin de l'année 1982, 13 749 personnes y travaillent. Parmi celles-ci les « ambulants » travaillant au tri ou à la manutention dans les wagons-postes sont 4 819.
Les agents travaillant au tri ou à la manutention dans les centres sont 7 211. Dans les services divers (direction, entretien, administratif) il y a 1 719 emplois.
Les élections professionnelles de 1983 placent la CGT à la première place avec près de 48 % des suffrages. La CFDT avoisine 29 %. Force Ouvrière est à 18 %.

#### Le traitement du courrier international
Le rôle des centres de tri situés dans les gares parisiennes est, de fait, lié à la pérennité des services ambulants. L'existence de ces derniers va dépendre de l'avancement progressif des divers plans d'automatisation du courrier au niveau national. Tant qu'il est nécessaire de maintenir des liaisons ferroviaires, en particulier dans un rayon où le recours à l'Aviation postale ne permet pas d'assurer un acheminement des lettres en J+1, la Poste est contrainte de maintenir ses structures de transbordement et de tri dans les gares. Privés pour l'essentiel du traitement du courrier métropolitain, les centres de la Direction des services ambulants conservent le traitement du courrier international tant à l'export qu'à l'import. Globalement il s'agit, sous l'appellation de Paris Aviation, d'accompagner la croissance des flux de courriers qu'engendrent la mondialisation des échanges commerciaux, touristiques et culturels. À l'export, les bureaux-gares sont spécialisés par zone géographique. Paris Aviation Étranger à la gare d'Austerlitz et Paris - PLM Avion sont les deux plus importants « bureaux d'échange ». Le centre de Paris gare Montparnasse travaille tant à l'import qu'à l'export le courrier des DOM, qui peut bénéficier ainsi du traitement automatisé.
En ce domaine, du tri international, la mécanisation va pourtant devoir aussi s'imposer pour deux raisons :
1 - La croissance annuelle de ce courrier exige, dans les processus de tri manuel, une main-d'œuvre nombreuse peu compatible avec les politiques d'austérité budgétaires.
2 - La qualité de service sur le courrier international tend à la réciprocité. En particulier au niveau européen, des accords imposent des délais en rapport avec les avancées technologiques des autres postes, en Allemagne, aux Pays-Bas, etc. Pour gagner du temps le traitement du courrier va se faire dans une plate-forme située près de l'aéroport de Roissy.

#### 1989-1995, la fin des bureaux-gares parisiens
Les uns après les autres les bureaux-gares ferment leurs portes. La Poste met en place des plans d'accompagnement social, qui ont pour but de reclasser dans d'autres établissements aussi bien les agents travaillant sur les wagons postes que ceux travaillant dans le bureau de tri des gares. L'échelonnement dans le temps des diverses fermetures, la possibilité pour certains d'être reclassés en province, pour d'autres de bénéficier de la retraite à 55 ans en tant que services actifs, des indemnités de transfert sont autant de raisons qui expliquent le peu d'efficacité des ripostes syndicales. Paris-Brune, qui était spécialisé dans le traitement du courrier cedex de grosses entreprises, est le premier à fermer en 1986. Paris gare Saint-Lazare suit en 1989, puis Paris gare du Nord, etc. En tant que bureau-gare et centre de tri celui du PLM est le dernier à fermer en 1995.